# Charles-François-Armand de Bancalis de Maurel d'Aragon
Charles-François-Armand de Bancalis de Maurel, marquis d'Aragon (13 avril 1812 à Łobez - 15 septembre 1848 à Paris), est un homme politique français.

## Biographie
Fils de Jean-Louis-Henri de Bancalis de Maurel d'Aragon et petit-fils du prince Charles-Henri-Othon de Nassau-Siegen, Charles-François-Armand de Bancalis de Maurel d'Aragon est, sous le gouvernement de Louis-Philippe, auditeur au Conseil d'État, puis député, le 1er août 1846. Le premier collège électoral du Tarn (Albi), l'avait envoyé à la Chambre contre son beau-frère, le comte Joseph-Léonard Decazes.
Au Palais Bourbon, le comte d'Aragon soutint de ses votes la cause de la monarchie constitutionnelle, et lui demeura fidèle après la révolution de février. Il suivit constamment la même ligne politique que Thiers, dont il avait été quelque temps le secrétaire.
Il est nommé le 2 mars 1848 Commissaire du Gouvernement du Tarn, mais révoqué avant le 11 mars 1848, puis il est élu représentant du peuple pour le Tarn à l'Assemblée constituante, le 23 avril 1848, il siège encore à droite. Il meurt le 15 septembre de la même année.
Marié à Teresa Visconti d'Aragona, demi-sœur de Cristina Trivulzio Belgiojoso, il est le père d'Alexandre-Louis-Albert-Charles de Bancalis de Maurel d'Aragon et le beau-père du général-baron Oscar de Boerio et du comte Victor d'Adhémar.

## Sources
- « Charles-François-Armand de Bancalis de Maurel d'Aragon », dans Adolphe Robert et Gaston Cougny, Dictionnaire des parlementaires français, Edgar Bourloton, 1889-1891 [détail de l’édition]